# 蒂奇韋爾
蒂奇韋爾（英語：Titchwell）是英格蘭諾福克的一個村莊和民政教區。它位於諾福克北部海岸，布蘭卡斯特村以西約2公里（1.2英里），亨斯坦頓海濱度假勝地東北9公里（5.6英里），金斯林以北30公里（19英里）位於諾里奇西北70公里（43英里）處。
蒂奇韋爾面積為6.46平方公里（2.49平方英里），根據2001年英國人口普查的數據顯示，蒂奇韋爾有47戶、91人。在2011年英國人口普查中，人口仍不足100人，並被納入索納姆民政教區。就地方政府而言，該教區屬於金斯林和西諾福克非都會區。
該村以蒂奇韋爾沼澤而聞名。